# Rita Colwell
Rita Rossi Colwell, född den 23 november 1934 i Beverly, Massachusetts, är en amerikansk mikrobiolog. Hon blev 2004 professor vid University of Maryland och Bloomberg School of Public Health vid Johns Hopkins University. Hon forskar kring hur man kan förebygga vattenburna infektionssjukdomar och förhindra spridningen av kolera.
Colwell är ledamot av National Academy of Sciences, utländsk ledamot av Bangladesh Academy of Sciences och invaldes 2003 som utländsk ledamot av svenska Vetenskapsakademien. Hon tilldelades Stockholm Water Prize 2010.